# 치말루아칸

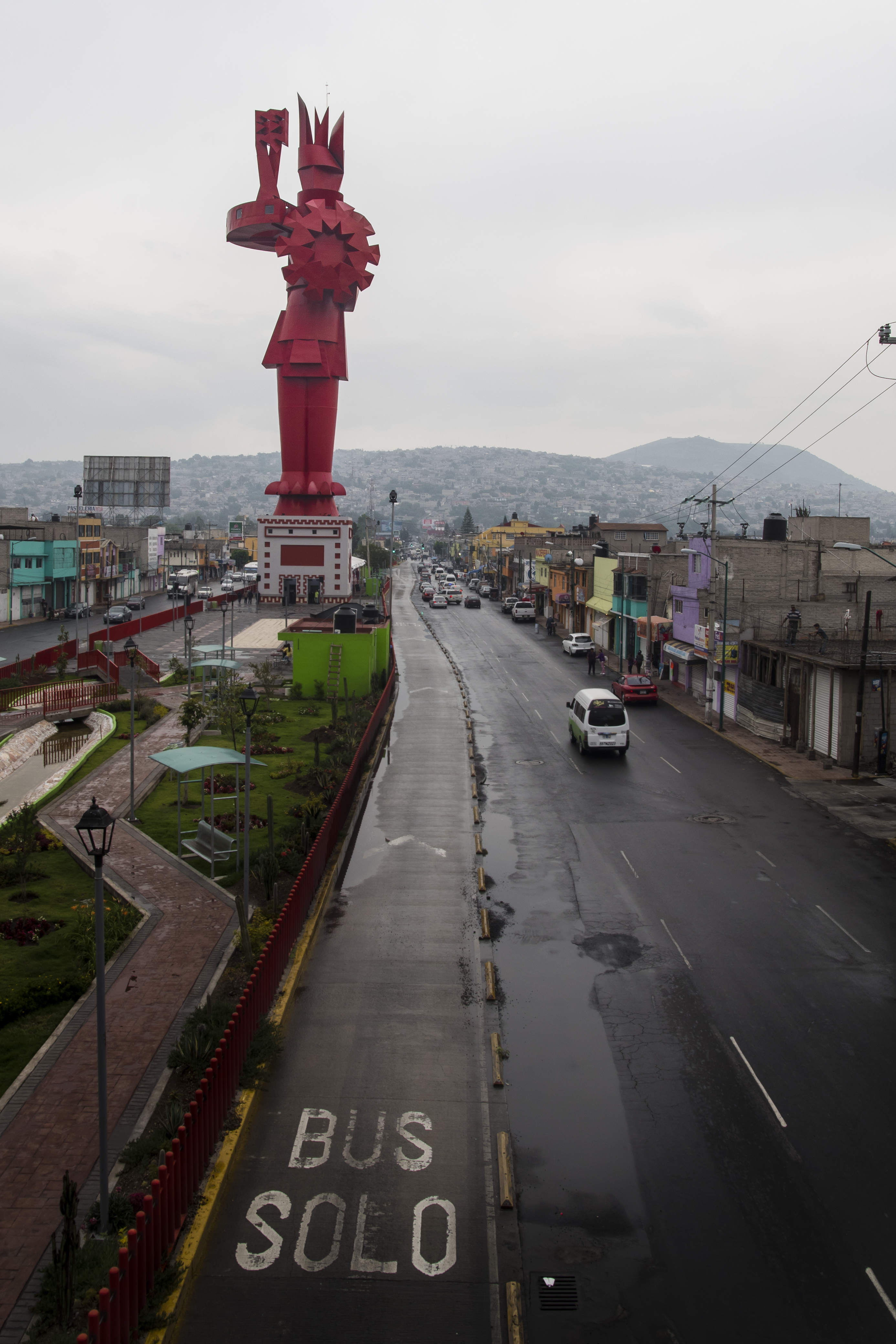

치말루아칸(스페인어: Chimalhuacán)은 멕시코 멕시코주 동부에 위치한 도시로 면적은 44.69km2, 높이는 2,240m, 인구는 614,453명(2010년 기준)이다. 도시가 설립된 시기는 1259년이다. 멕시코의 수도인 멕시코시티의 북동쪽에 위치한다.